# Tomislav Marić
Tomislav Marić (Heilbronn, Alemanya, 28 de gener de 1973) és un exfutbolista croat. Va disputar 11 partits amb la selecció de Croàcia.